# Fox-Wollhaarratte
Die Fox-Wollhaarratte (Dasymys foxi) ist ein in Nigeria verbreitetes Nagetier in der Unterfamilie der Altweltmäuse. Die Population galt zeitweilig als Unterart der Afrikanischen Wollhaarratte (Dasymys incomtus). Sie wird aufgrund abweichender Schädel- und Gebissmerkmale als Art gelistet.

## Merkmale
Mit einer durchschnittlichen Kopf-Rumpf-Länge von 152 mm, einer Schwanzlänge von etwa 135 mm und einem Mittelgewicht von 117 g entspricht die Fox-Wollhaarratte in der Größe den anderen Zottigen Sumpfratten. Die Hinterfüße sind etwa 33 mm lang und die Länge der Ohren liegt bei 21 mm. Das lange und weiche Fell ist wie bei anderen Gattungsvertretern zottig. Es hat eine rotbraune Farbe.

## Verbreitung
Die Art bewohnt das Jos-Plateau in Nigeria sowie eine kleinere Hochebene im Osten des Landes. Das erste Exemplar wurde auf 1220 Meter Höhe gefunden. Dieses Nagetier hält sich in Sümpfen, auf zeitweilig überfluteten Wiesen und in feuchten Savannen auf. Es besucht gelegentlich Anpflanzungen.

## Lebensweise
Da andere Gattungsmitglieder tag- und dämmerungsaktiv sind, wird für diese Art ein ähnliches Verhalten vermutet. Die Fox-Wollhaarratte frisst hauptsächlich Wasserpflanzen und andere Gewächse, die mit Insekten komplettiert werden.

## Gefährdung
Die Austrocknung der Sumpfgebiete aufgrund der globalen Erwärmung oder im Zusammenhang mit Bergbau kann sich in Zukunft negativ auf den Bestand auswirken. Da zur Populationsgröße keine Informationen vorliegen, wird die Art von der IUCN mit unzureichender Datenlage (data deficient) gelistet.